# Hotot-en-Auge
Hotot-en-Auge ist eine französische Gemeinde mit 291 Einwohnern (Stand: 1. Januar 2022) im Département Calvados in der Region Normandie. Sie gehört zum Arrondissement Lisieux und zum Kanton Mézidon Vallée d’Auge.

## Geografie
Hotot-en-Auge liegt etwa 25 Kilometer westsüdwestlich von Lisieux und etwa 22 Kilometer ostsüdöstlich von Caen im Pays d’Auge. An der südwestlichen Gemeindegrenze verläuft der Fluss Dives, in den hier sein Zufluss Dorette einmündet. Umgeben wird Hotot-en-Auge von den Nachbargemeinden Basseneville im Nordwesten und Norden, Goustranville im Norden, Beuvron-en-Auge im Norden und Nordosten, Victot-en-Auge im Osten, Notre-Dame-d’Estrées-Corbon im Südosten, Belle Vie en Auge im Südosten und Süden, Méry-Bissières-en-Auge im Süden, Saint-Pierre-du-Jonquet im Südwesten sowie Saint-Samson im Westen.

## Bevölkerungsentwicklung
| Jahr                       | 1962 | 1968 | 1975 | 1982 | 1990 | 1999 | 2006 | 2019 |
| Einwohner                  | 196  | 206  | 275  | 264  | 300  | 281  | 296  | 300  |
| Quellen: Cassini und INSEE |      |      |      |      |      |      |      |      |

## Sehenswürdigkeiten
- Kirche Saint-Georges aus dem 12. Jahrhundert, Monument historique
- Kirche von Le Ham
- Kirche Saint-Ouen in Brocottes
- Wallburg
- Zahlreiche Herrenhäuser

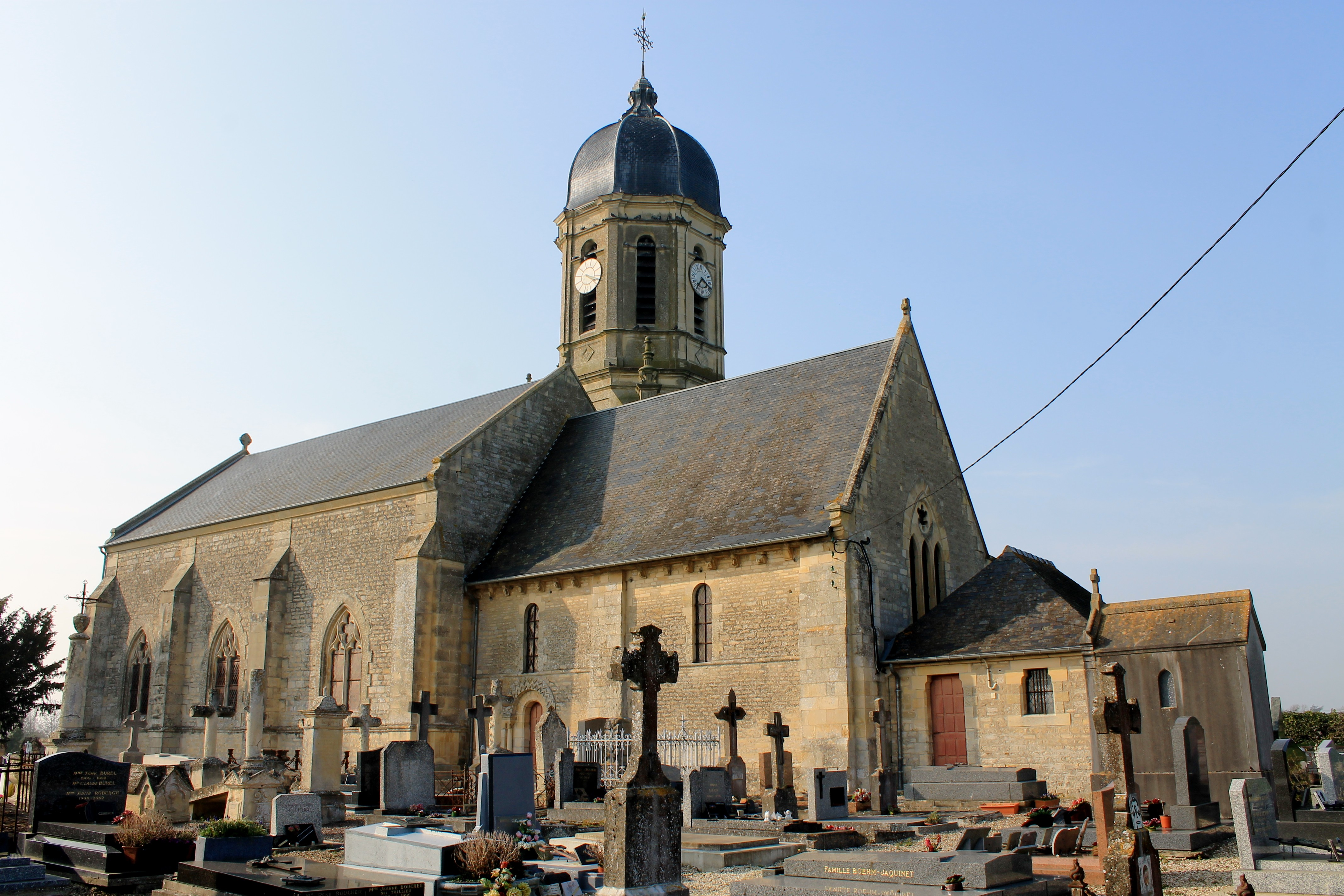
Kirche Saint-Georges
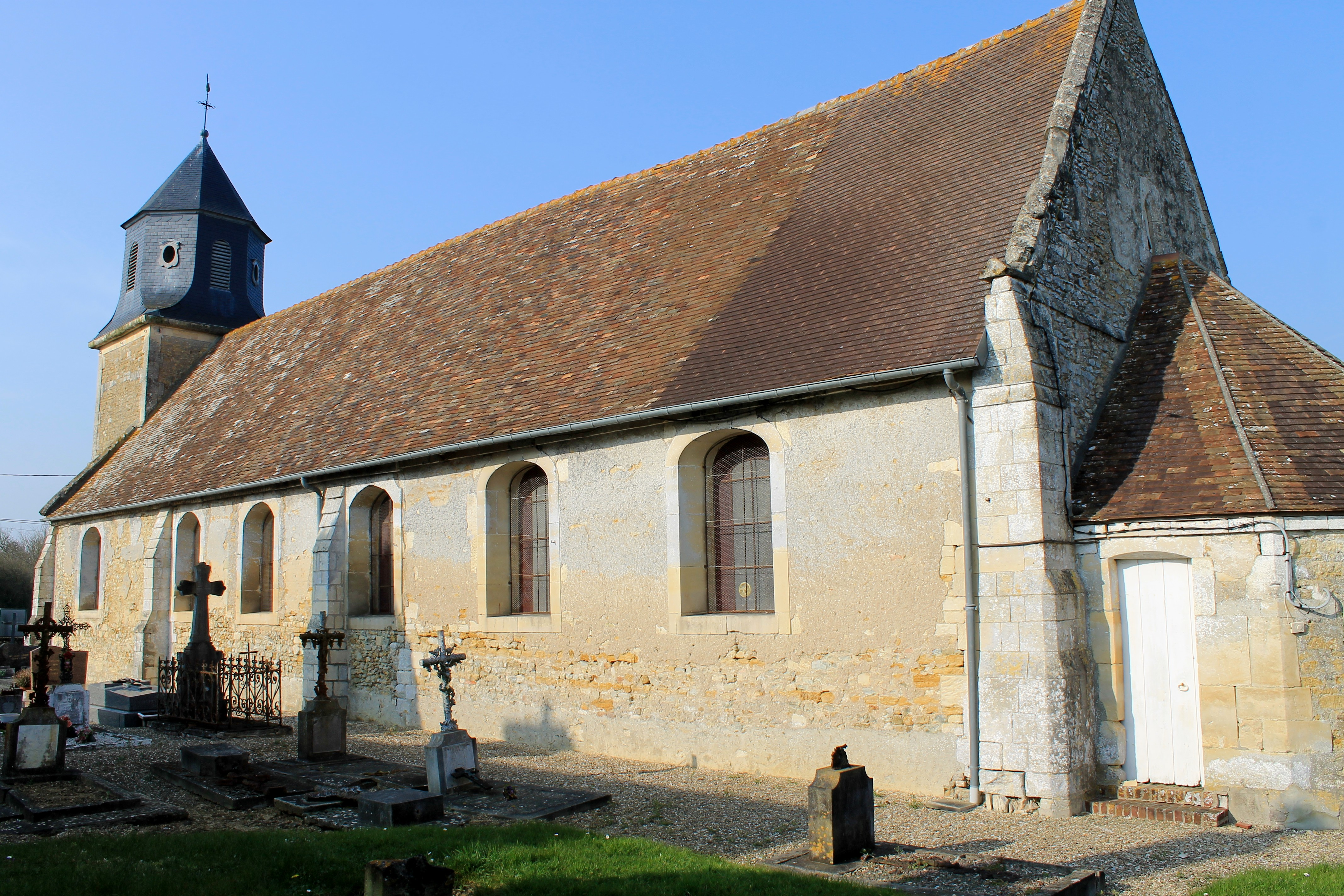
Kirche Saint-Ouen
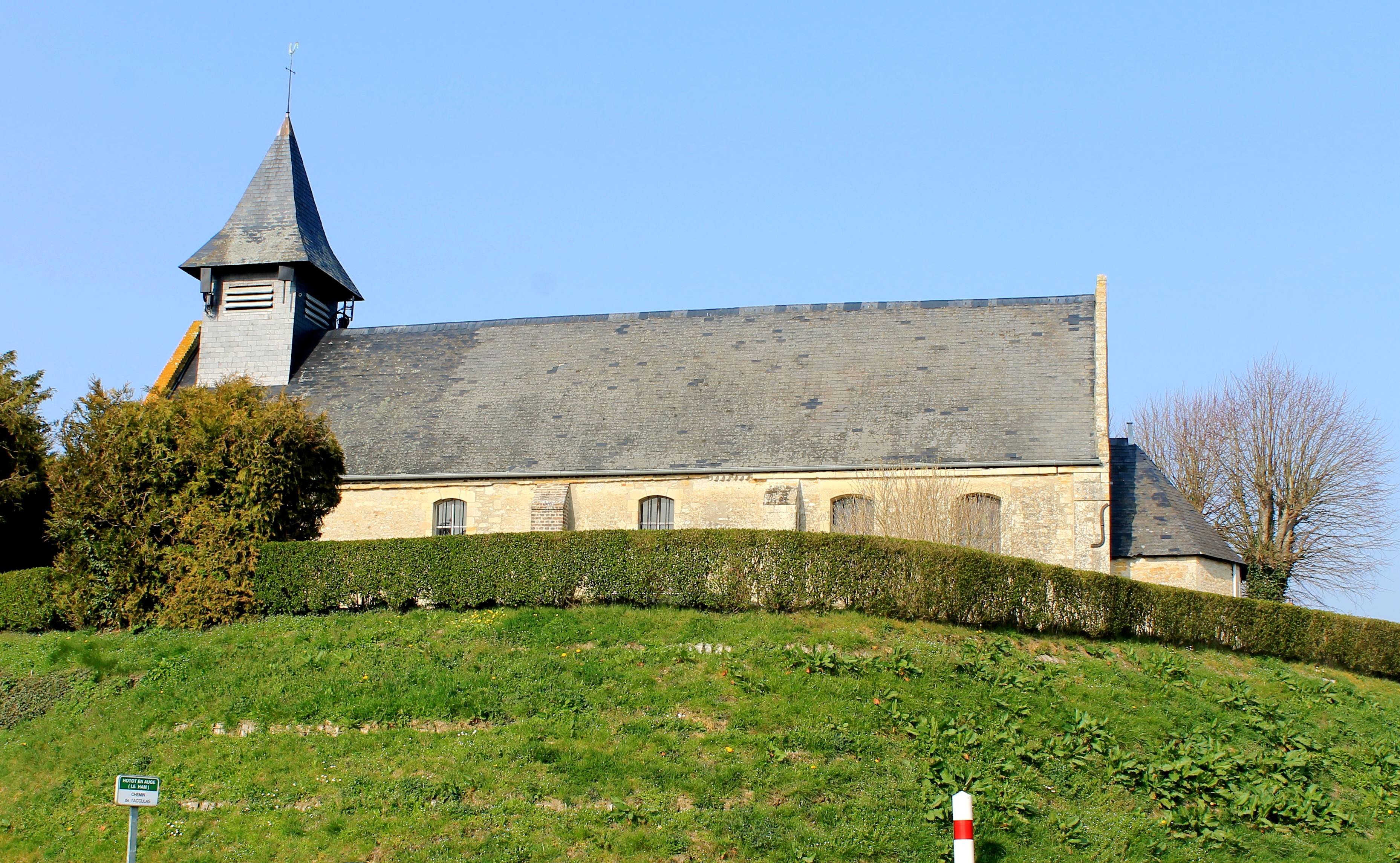
Kirche von Le Ham
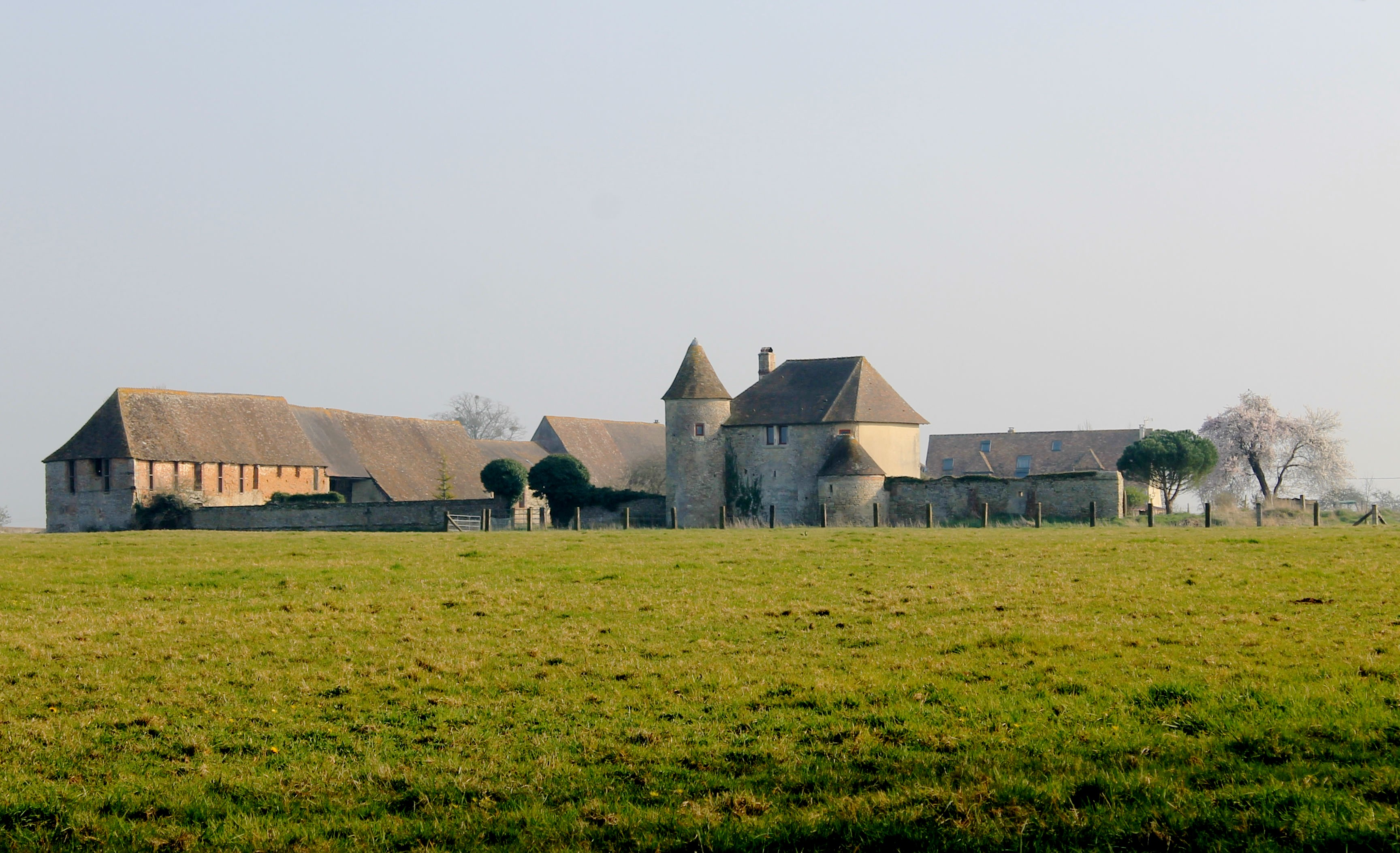
Schloss La Haute-Justice